# بخش کاوسیتی
بخش کاوسیتی (به اسپانیایی: Departamento Caucete) یک منطقهٔ مسکونی در آرژانتین است که در استان سان خوآن، آرژانتین واقع شده‌است. بخش کاوسیتی ۷٫۵۰۲ کیلومتر مربع مساحت و ۳۳٬۶۰۹ نفر جمعیت دارد.